# Tōno
Tōno (jap. 遠野市 Tōno-shi) – miasto w Japonii, na wyspie Honsiu, w prefekturze Iwate. Ma powierzchnię 825,97 km². W 2020 r. mieszkało w nim 25 366 osób, w 9 593 gospodarstwach domowych  (w 2010 r. 29 331 osób, w 9 866 gospodarstwach domowych) .

## Położenie
Miasto leży w środkowej części prefektury. Graniczy z miastami: Kamaishi, Hanamaki oraz Ōshū.

## Historia
Miasto powstało 1 grudnia 1954 roku.

## Współpraca
- Włochy: Salerno
- Japonia: Mitaka, Musashino, Kikuchi